# 김중희 (배우)
김중희(1984년 9월 8일 ~ )는 대한민국의 배우이다.

## 학력
- 경희대학교 연극영화과

## 출연작

### 영화
- 《거미집》 (2023년) - 구 박사 역
- 《공조 2: 인터내셔날》 (2022년) - 보이스 피싱 팀장 역
- 《강철비 2: 정상회담》 (2020년) - 정치부함장 역
- 《결백》 (2019년) - 방정환 역
- 《마약왕》 (2018년) - 일본형사 역
- 《배반의 장미》 (2018년) - 광호 역
- 《물괴》 (2018년) - 막개 역
- 《군함도》 (2017년) - 야마다 역
- 《인천상륙작전》 (2016년) - 주현필 역
- 《연애의 맛》 (2015년) - 포장마차 1 역
- 《장수상회》 (2015년) - 목소리출연 역
- 《가문의 영광4: 가문의 수난》 (2011년) - 노점상 주인 역

### 드라마
- 《트리거》 (2025년, Netflix) - 왕대현 역
- 《가족계획》 (2024년, 쿠팡플레이) - 정호철 역
- 《취하는 로맨스》 (2024년, ENA) - 염장군 역
- 《재벌X형사》 (2024년, SBS) - 박재근 역
- 《내 남편과 결혼해줘》 (2024년, tvN) - 김경욱 과장 역
- 《무빙》 (2023년, 디즈니+) - 림재석 역
- 《보이스 4》 (2021년, tvN) - 구업진 역
- 《날아라 개천용》 (2020년, SBS) - 김경률 역
- 《녹두꽃》 (2019년, SBS) - 손병희 역
- 《미스터 션샤인》 (2018년, tvN) - 이덕문 역
- 《명불허전》 (2017년, tvN)
- 《크리미널 마인드》 (2017년, tvN)